# 還国寺 (文京区)
還国寺（げんこくじ）は、東京都文京区にある浄土宗の寺院。

## 歴史
1631年（寛永8年）、神保家の開基である。神保家は地名の神保町の由来となった旗本である。元々は牛込に位置していたが、1656年（明暦17年）に神保家の屋敷があった現在地に移転した。
1925年（大正14年）に浅草の源光寺を合併した。

## 寺宝等
- 阿弥陀如来像（本尊）
- 観音菩薩立像
- 勢至菩薩立像
- 善導大師立像
- 法然上人立像
- 十一面観音立像
- 閻魔大王坐像

## 墓所
- 五代目古今亭志ん生（落語家）
- 三代目古今亭志ん朝（落語家、志ん生の次男）

一時期は志ん生の長男の十代目金原亭馬生も葬られていたが、2011年（平成23年）に台東区の長久院に移葬された。

## 交通アクセス
- 江戸川橋駅より徒歩3分。